# L'Éveil d'Edoardo
Pour plus de détails, voir Fiche technique et Distribution.
L'Éveil d'Edoardo (titre original : Short Skin - I dolori del giovane Edo) est un film italien réalisé par Duccio Chiarini, sorti en 2014.

## Synopsis
Edoardo est un adolescent pisan qui souffre de phimosis, ce qui l'empêche d'avoir des rapports sexuels et le recours à la masturbation. Pendant les vacances d'été sur la côte toscane, il tombe amoureux de Bianca.
Enfermé dans sa timidité, Edouard déprime car autour de lui, ses proches parlent toujours et uniquement de sexe : Son ami Arturo dont l'obsession est de perdre sa virginité, ses parents qui l'incitent à déclarer ses sentiments à Bianca et sa petite sœur Olivia qui veut faire accoupler son chien.
La rencontre occasionnelle d'une jeune femme et une inattendue « ouverture » de Bianca débloquent le réservé Edouard qui enfin obligé de sortir de son monde asexué cherchera à résoudre son problème d'abord par des stratagèmes maladroits, puis finalement, surmontant ses peurs, acceptant la circoncision.

## Fiche technique
- Titre français : L'Éveil d'Edoardo
- Titre original : Short Skin - I dolori del giovane Edo
- Réalisation : Duccio Chiarini
- Scénario : Duccio Chiarini ; Miroslav Mandic ; Ottavia Madeddu
- Mise en scène : Duccio Chiarini ; Ottavia Madeddu ; Marco Pettenello ; Miroslav Mandic
- Photographie :Baris Ozbicer
- Son :
- Montage :Roberto Di Tanna
- Musique :Woodpigeon
- Direction artistique :
- Décors :
- Costumes : Ginevra De Carolis
- Société(s) de production : La Règle Du Jeu, Asmara Films , Redigital
- Société(s) de distribution : Good Films
- Pays d’origine : Italie
- Langue originale : italien
- Format : couleur
- Genre : Comédie
- Durée : 86 minutes
- Dates de sortie :
  - Italie : 30 août 2014 (Mostra de Venise)[1].
  - France : 17 juin 2015

## Distribution
- Matteo Creatini : Edoardo
- Franscesca Agostini : Bianca
- Nicola Nocchi : Arturo
- Mariana Raschillà : Elisabetta
- Bianca Ceravolo : Olivia
- Michele Crestacci : Roberto
- Bianca Nappi : Daniela
- Crisula Stafida : Pamela
- Francesco Acquaroli : Dottore
- Lisa Granuzza Di Vita : Lara
- Anna Ferzetti : Anna

## Distinctions

### Récompenses
- Festival du film de Cabourg 2015 : Grand prix et Prix de la Jeunesse

### Sélections
- Le film a été présenté au Festival du film de Venise 2014 dans la catégorie « Biennale College » [2]ainsi qu'en février 2015, au Festival du film de Berlin dans la catégorie Generation.